# Land Rover Wolf
O Wolf é um jipe militar da Land Rover.

## Referência
- Wikipédia (em inglês)